# Шочипала

Местонахождение Шочипалы (самая западная точка) среди других археологических городищ формационного периода.

Шочипала, Xochipala — небольшое археологическое городище в мексиканском штате Герреро, название которого ассоциируется, не всегда верно, со стилем фигурок и керамики формационного периода. Шочипала вместе с рядом соседних городищ иногда выделяется в отдельную археологическую культуру Мескала.

## Городище
Археологическая зона Органера-Шочипала (Organera Xochipala) получила название от соседней деревни Шочипала (Xochipala) и местного кактуса Stenocereus thurberi. В отличие от хорошо известных статуэток и каменных чаш в стиле Шочипала, которые относятся к формационному (доклассическому) периоду с 1500 по 200 до н. э., городище относится к классическому и постклассическому периодам, с 200 г. до н. э. по 1400 г. н. э. В середине 20 в. городище было сильно разграблено, из него было похищено около 20 тыс. предметов.
Городище Шочипала интересно тем, что на нём обнаружена арка с выступами — архитектурное изобретение, которое обычно приписывается культура майя. Остаётся спорным вопрос, является ли арка в Герреро заимствованием у майя или независимым местным изобретением.

## Фигурки формационного периода

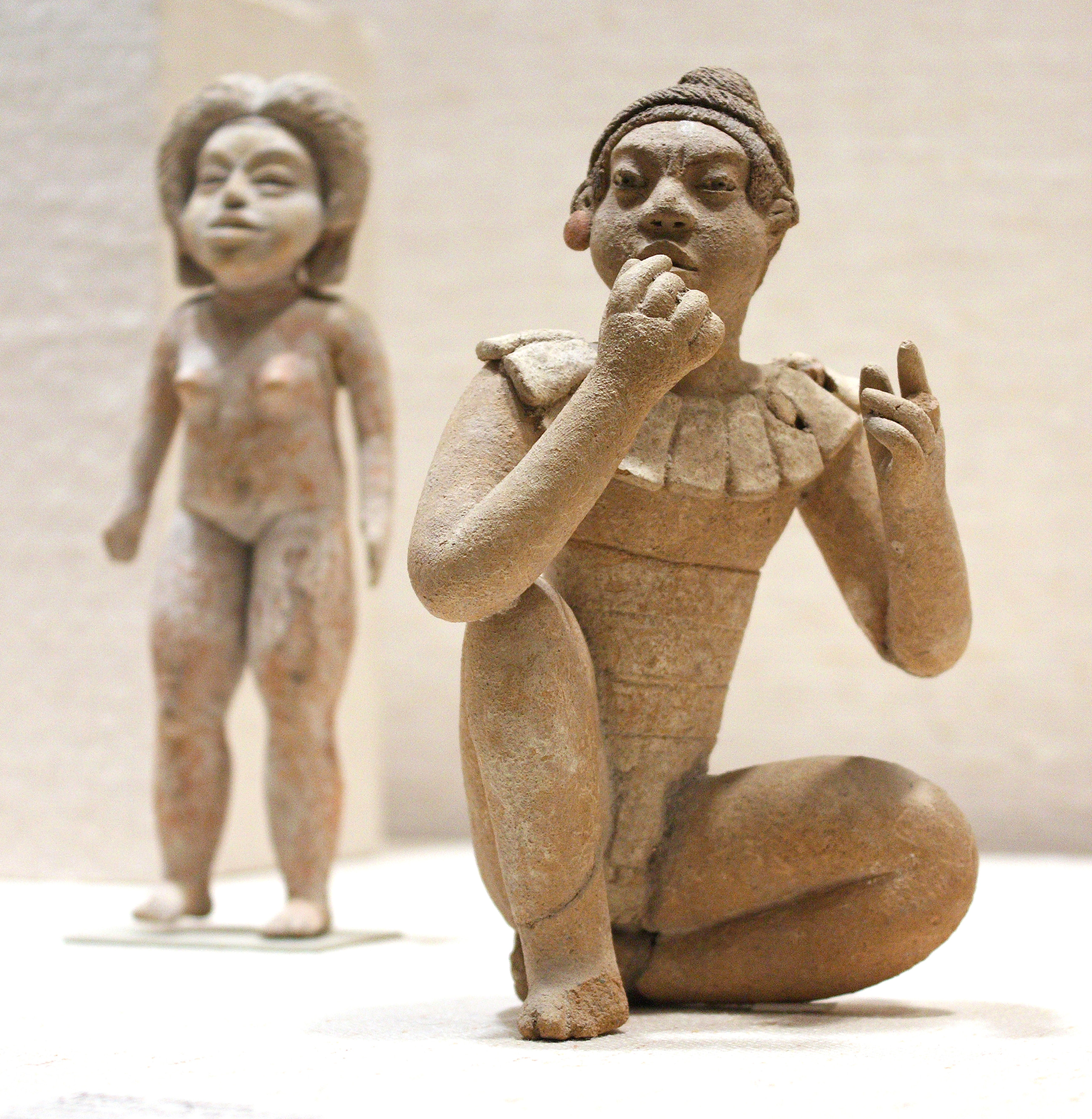
Две фигурки формационного периода, 13 — 10 вв. до н. э. (?)

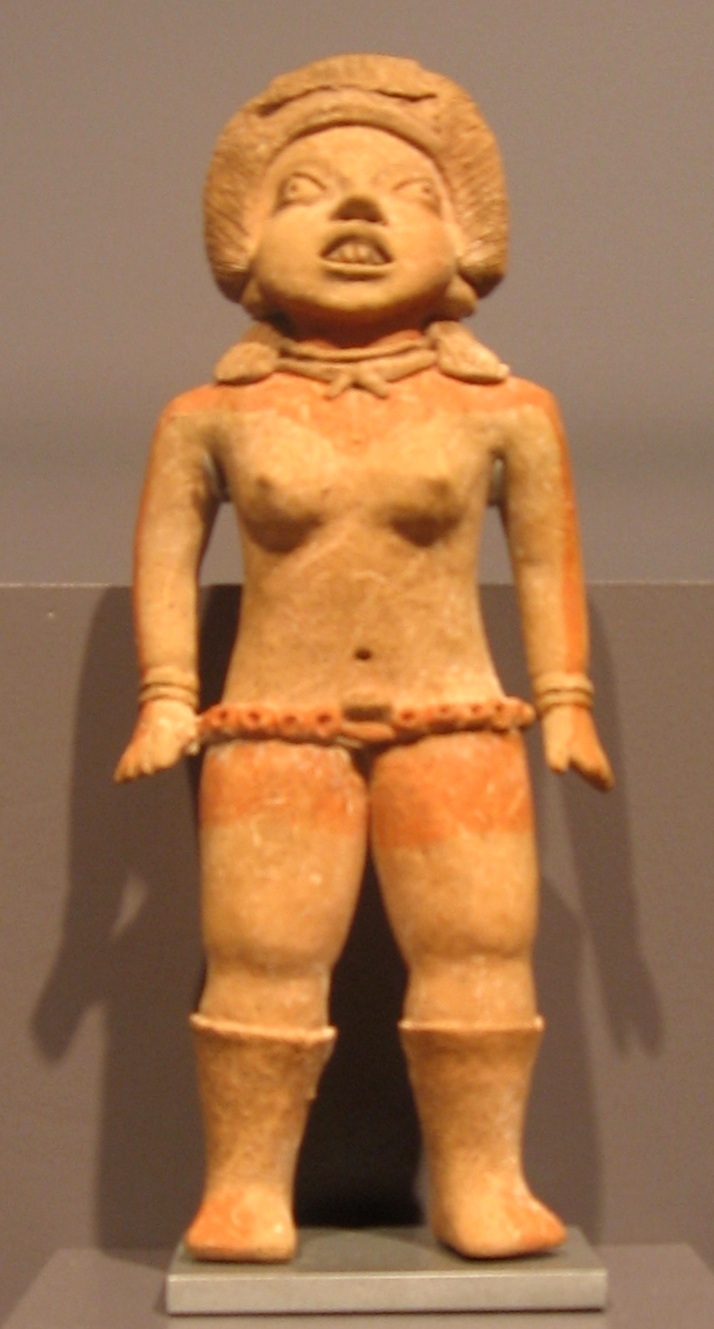
Фигурка женщины — игрока в мяч, 10 — 9 вв до н. э. или 15 — 10 вв до н. э..

Стиль Шочипала представлен одними из наиболее ранних и наиболее натуралистичных статуэток Месоамерики, а также рядом чаш, искусно вырезанных из очень твёрдой каменной породы.
Первую из фигурок, отнесённых позднее к стилю Шочипала, приобрёл в Герреро в 1897 г. Уильям Найвен (en:William Niven), который продал её музею археологии и этнологии Пибоди в 1903 г. К сожалению, до настоящего времени ни одной фигурки стиля Шочипала ещё не было обнаружено в археологических раскопках — все известные статуэтки происходят от коллекционеров и продавцов древностей. Наиболее ранняя из статуэток датируется 15 в. до н. э. однако, поскольку происхождение статуэтки неизвестно, датировка основана на стилистических и композиционных характеристиках.
Для достижения реализма в изображении многие из фигурок сначала изготавливались обнажёнными, а затем на них накладывалась глиняная одежда. Предполагается, что фигурки, найденные обнажёнными, были когда-то одеты в одежду из недолговечного материала.

### Вопрос о происхождении культуры
В книге 1972 г. Карло Гай (Carlo Gay) отождествил фигурки стиля Шочипала с ранней культурой на берегу Мексиканского залива, которая была предшественницей ольмеков. По мнению Гая, натуралистический стиль «ранняя Шочипала» в течение столетий превратился в стилизованные изображения «поздней Шочипалы», которые, в свою очередь, со временем превратились в почти абстрактное и замысловатое ольмекское искусство.
Большинство исследователей, однако, категорически не согласны с мнением Гая о «сходстве» между фигурками Шочипалы и ольмекским искусством. Дэвид Гроув (en:David Grove) считает, что некоторые мелкие особенности ольмекского искусства действительно встречаются в искусстве «средней Шочипалы» и на каменных чашах, однако эти особенности не встречаются в собственно шочипальском искусстве. Майкл Коу, с другой стороны, считает, что в фигурках и чашах из Шочипалы «нет ничего, что бы могло стать основой для ольмекского стиля».
Дэвид Гроув считает, что на наиболее ранние фигурки повлияла «уже развитая и сложная керамическая традиция севера Южной Америки», с чем согласны многие другие археологи.